# هائلة (اسم)
هائلة هو اسم علم مؤنث من أصل عربي، ومعناه هو من الفعل ساعد، المعاونة المعينة المؤازرة.

## وصلات خارجية
- موسوعة السلطان قابوس لأسماء العرب